# Medalhistas olímpicos do rugby

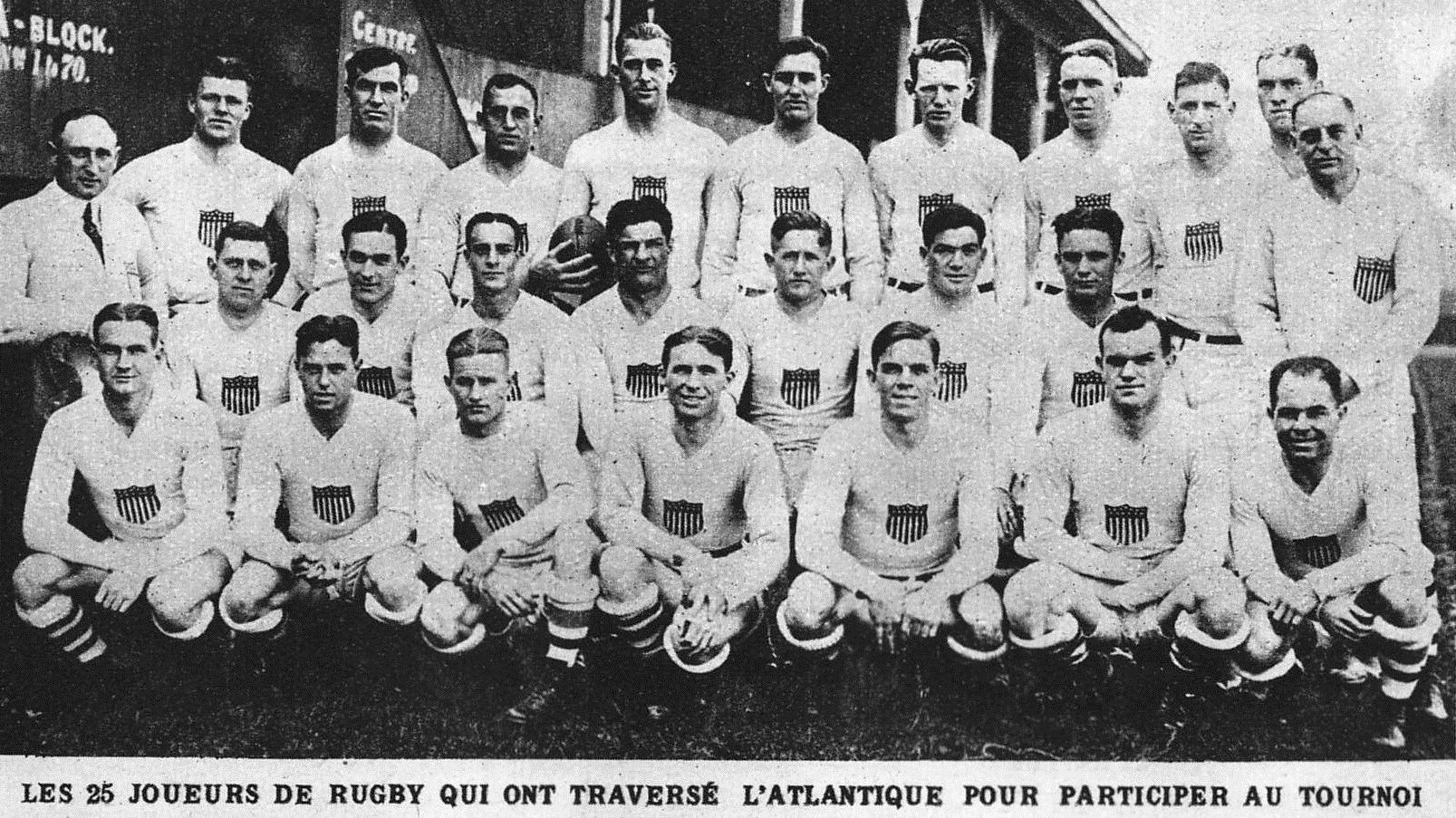
Equipe estadunidense que foi campeã em 1924 sobre a França.

O rugby é um dos esportes disputados nos Jogos Olímpicos de Verão, atualmente presente com os torneios masculino e feminino do rugby sevens desde os Jogos Olímpicos de Verão de 2016 no Rio de Janeiro, adicionado ao programa olímpico em 2009 na 121ª Sessão do Comitê Olímpico Internacional em Copenhague, na Dinamarca. Na primeira edição, a seleção das Fiji e da Austrália conquistaram a medalha de ouro na disputa masculina e feminina respectivamente. Na edição seguinte, em Tóquio, a equipe fijiana repetiu o desempenho e se consagrou bicampeã olímpica, enquanto o grupo neozelandês venceu a competição feminina.
Entre as edições de 1900 e 1920 foi disputado apenas por homens na modalidade de quinze jogadores (rugby union). 

## Eventos atuais

### Sevens feminino

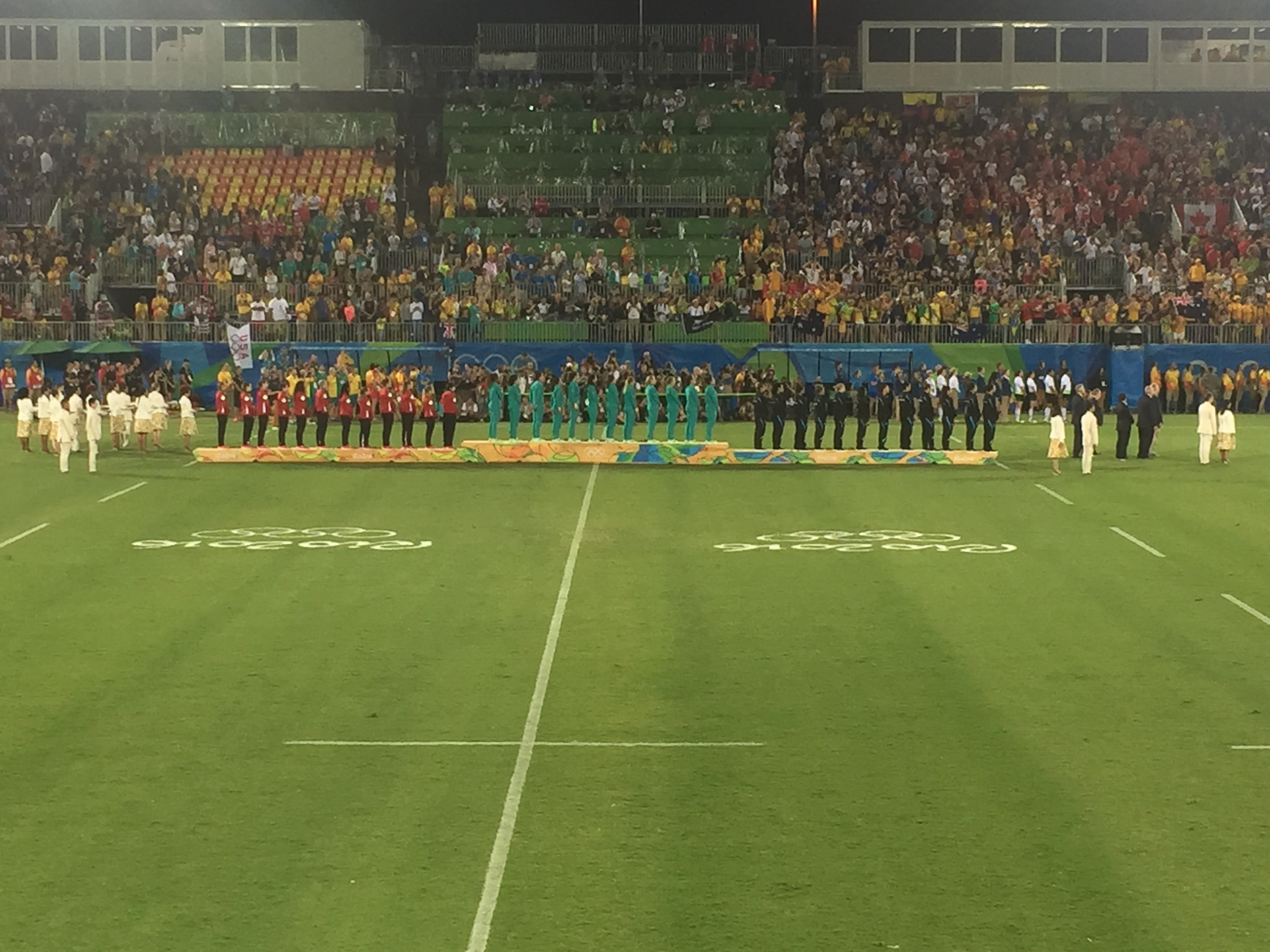
Pódio do torneio feminino em 2016.

| Evento                 | Ouro | Prata | Bronze |
| ---------------------- | --- | --- | --- |
| Rio 2016 (detalhes)    | Nicole Beck Charlotte Caslick Emilee Cherry Chloe Dalton Gemma Etheridge Ellia Green Shannon Parry Evania Pelite Alicia Quirk Emma Tonegato Amy Turner Sharni Williams AUS Austrália                            | Shakira Baker Kelly Brazier Gayle Broughton Theresa Fitzpatrick Sarah Goss Huriana Manuel Kayla McAlister Tyla Nathan-Wong Terina Te Tamaki Ruby Tui Niall Williams Portia Woodman NZL Nova Zelândia                                     | Brittany Benn Hannah Darling Bianca Farella Jen Kish Ghislaine Landry Megan Lukan Kayla Moleschi Karen Paquin Kelly Russell Ashley Steacy Natasha Watcham-Roy Charity Williams CAN Canadá                         |
| Tóquio 2020 (detalhes) | Ruby Tui Risi Pouri-Lane Stacey Fluhler Shiray Kaka Sarah Hirini Michaela Blyde Tyla Nathan-Wong Kelly Brazier Gayle Broughton Theresa Fitzpatrick Portia Woodman Alena Saili Tenika Willison NZL Nova Zelândia | Séraphine Okemba Anne-Cécile Ciofani Chloé Pelle Chloé Jacquet Jade Ulutule Fanny Horta Coralie Bertrand Camille Grassineau Carla Neisen Caroline Drouin Shannon Izar Lina Guérin FRA França                                             | Vasiti Solikoviti Sesenieli Donu Raijieli Daveua Rusila Nagasau Ana Maria Roqica Reapi Ulunisau Lavena Cavuru Laisana Likuceva Viniana Riwai Alowesi Nakoci Ana Naimasi Roela Radiniyavuni Lavenia Tinai FIJ Fiji |
| Paris 2024 (detalhes)  | Risi Pouri-Lane Jorja Miller Stacey Waaka Manaia Nuku Sarah Hirini Michaela Blyde Tyla King Mahina Paul Jazmin Felix-Hotham Theresa Setefano Portia Woodman-Wickliffe Alena Saili NZL Nova Zelândia             | Caroline Crossley Olivia Apps Alysha Corrigan Asia Hogan-Rochester Chloe Daniels Charity Williams Florence Symonds Carissa Norsten Krissy Scurfield Fancy Bermudez Piper Logan Keyara Wardley Taylor Perry Shalaya Valenzuela CAN Canadá | Ariana Ramsey Ilona Maher Kayla Canett Sammy Sullivan Alev Kelter Lauren Doyle Naya Tapper Alex Sedrick Alena Olsen Stephanie Rovetti Sarah Levy Kristi Kirshe USA Estados Unidos                                 |

## Eventos passados

### Union masculino

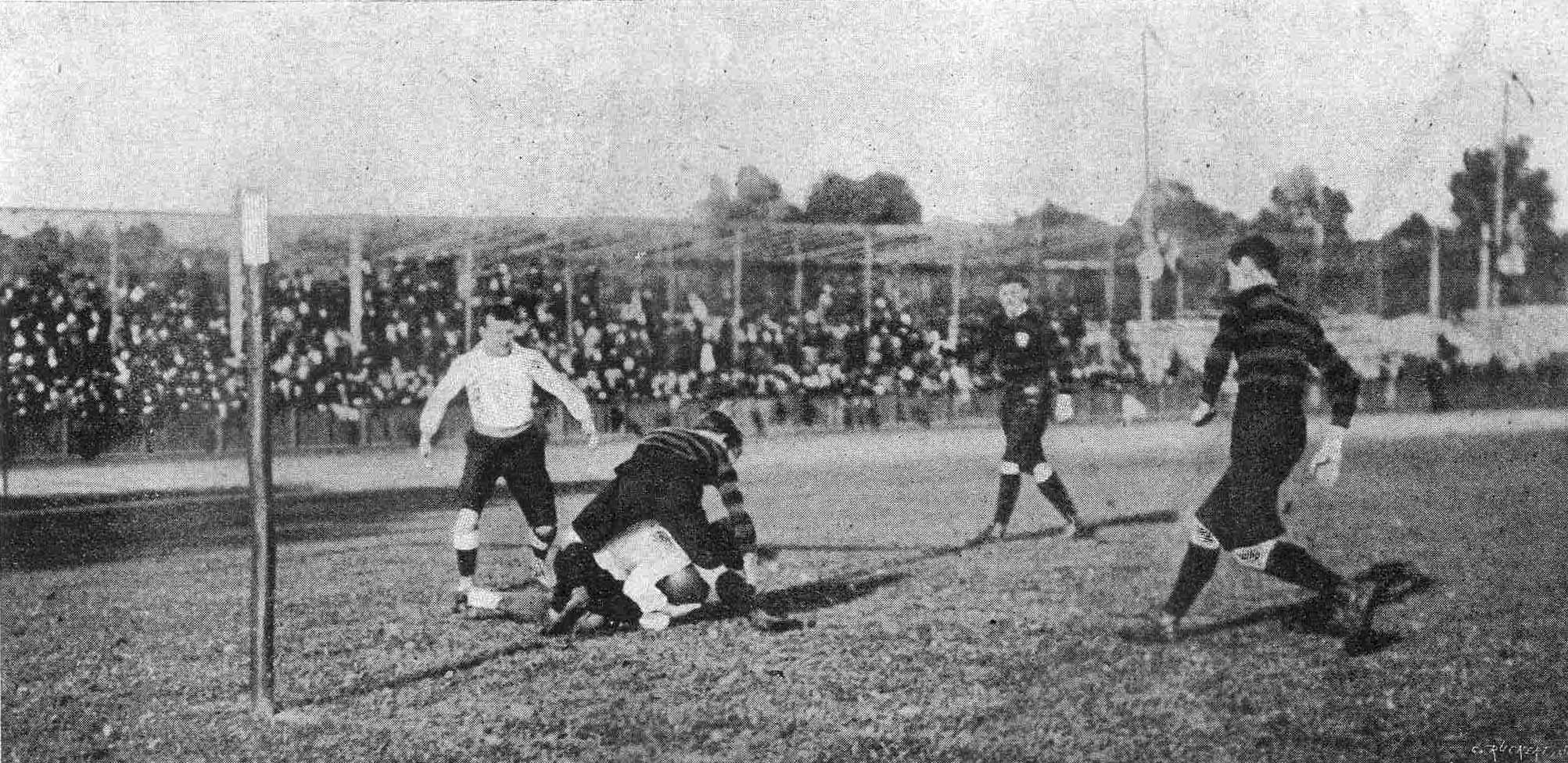
Partida entre França e Alemanha em Paris 1900.

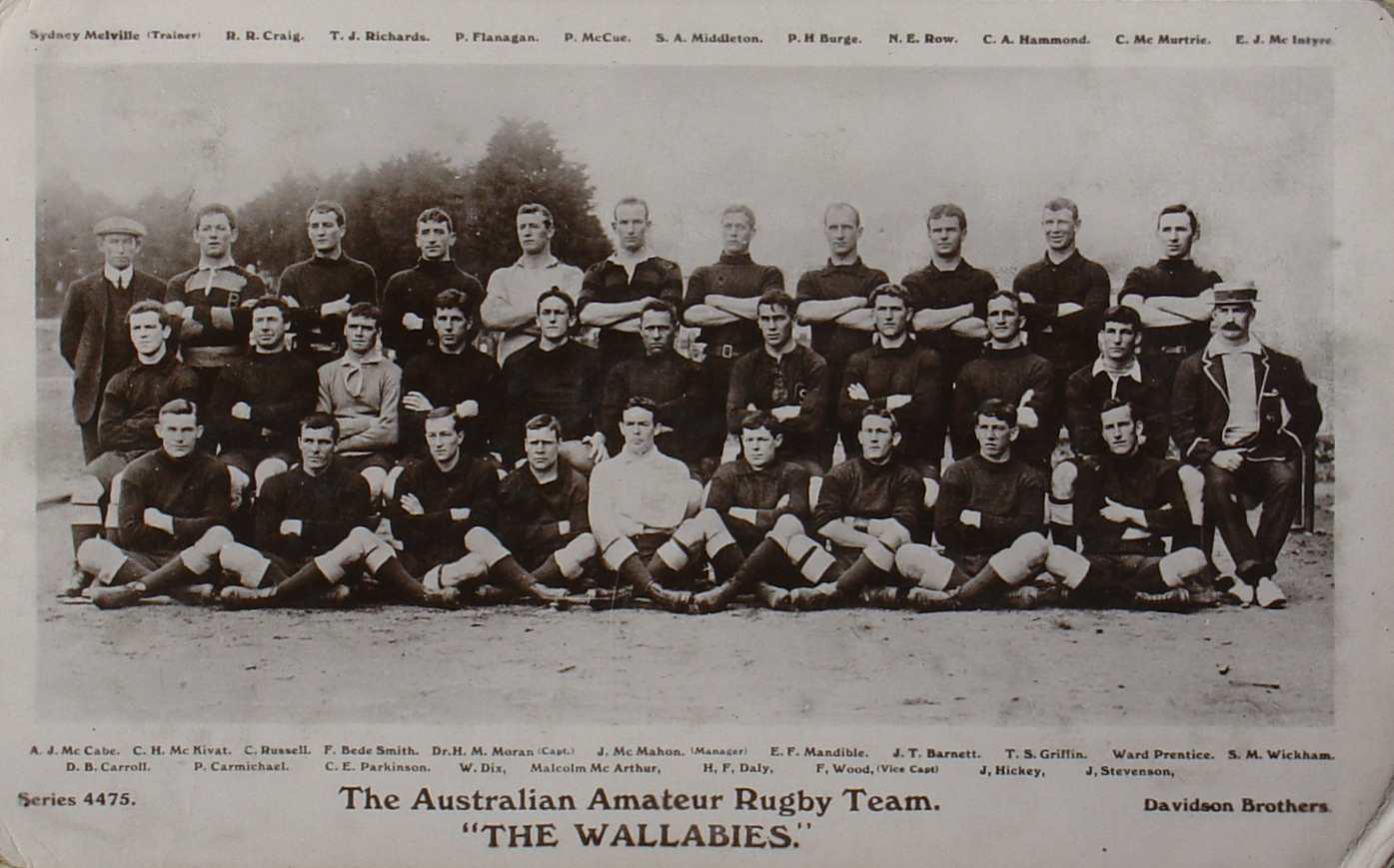
Os Wallabies representaram a Australásia e conquistaram o título em 1908.

| Evento                    | Ouro | Prata | Bronze |
| ------------------------- | --- | --- | --- |
| Paris 1900 (detalhes)     | Alexandre Pharamond Frantz Reichel Jean Collas Constantin Henriquez de Zubiera Auguste Giroux André Rischmann Léon Binoche Charles Gondouin Albert Roosevelt Hubert Lefèbvre Emile Sarrade Wladimir Aïtoff Joseph Olivier Jean-Guy Gauthier A. Albert Victor Larchandet Jean Hervé FRA França | Hermann Kreuzer Arnold Landvoigt Heinrich Reitz Jacob Herrmann Erich Ludwig Hugo Betting August Schmierer Fritz Muller Adolf Stockhausen Hans Latscha Willy Hofmeister Georg Wenderoth Eduard Poppe Richard Ludwig Albert Amrhein GER Alemanha Frank Bayliss Henry Birtles James Cantion Arthur Darby Clement Deykin L. Hood M. L. Logan Herbert Loveitt Herbert Nicol Valentine Smith M. W. Talbot Joseph Wallis Claude Whittindale Raymond Whittindale Francis Wilson GBR Grã-Bretanha | nenhum |
| Londres 1908 (detalhes)   | Phillip Carmichael Charles Russell Daniel Carroll Jack Hickey Frank Smith Chris McKivat Arthur McCabe Thomas Griffen John Barnett Patrick McCue Sydney Middleton Tom Richards Malcolm McArthur Charles McMurtrie Robert Craig ANZ Australásia | Edward Jackett Barney Solomon Bert Solomon Frederick Dean James Jose Thomas Wedge James Davey Richard Jackett E. J. Jones Arthur Wilson Nicholas Tregurtha A. Lawrey Charlie Marshall A. Wilcocks John Trevaskis GBR Grã-Bretanha | nenhum |
| Antuérpia 1920 (detalhes) | Daniel Carroll Charles Doe George Fish James Fitzpatrick Joseph Hunter Morris Kirksey Charles Mehan John Muldoon John O'Neil John Patrick Erwin Righter Rudy Scholz Dink Templeton Charles Lee Tilden Heaton Wrenn USA Estados Unidos | Édouard Bader François Borde Adolphe Bousquet Jean Bruneval Alphonse Castex André Chilo René Crabos Sélim Curtet‎ Alfred Eluère Jacques Forestier Armand Grenet‎ Maurice Labeyrie Robert Levasseur Pierre Petiteau Raoul Thiercelin FRA França | nenhum |
| Paris 1924 (detalhes)     | R. Brown John Cashel Philip Clark Norman Cleaveland Hugh Cunningham Dudley DeGroot Robert Devereux George Dixon Charles Doe Linn Farrish Edward Graff C. Grondona Joseph Hunter Richard Hyland Caesar Mannelli Charles Mehan John Muldoon William Muldoon John O'Neil John Patrick William Rogers Rudolph Scholz Colby Slater Norman Slater Charles Lee Tilden Jr. Edward Turkington Alan Valentine Alan Williams USA Estados Unidos | F. Abraham René Araou Jean Bayard Louis Béguet André Béhotéguy Marcel Besson Alexandre Bioussa Étienne Bonnes François Borde Adolphe Bousquet Aimé Cassayet-Armagnac F. Cayrol François Clauzel Clément Dupont Albert Dupouy Jean Etcheberry E. Frayssinet Henri Galau Gilbert Gérintès Charles-Antoine Gonnet Raoul Got Adolphe Jauréguy René Lasserre Louis Lepatey Marcel-Frédéric Lubin-Lebrère Camille Montade Roger Piteu Étienne Piquiral Eugène Ribère Jean Vaysse FRA França    | Nicolae Anastasiade Dumitru Armășel Gheorghe Benția Ion Cociociaho Constantin Cratunescu Teodor Florian Petre Ghiţulescu Ion Gîrleșteanu Octav Luchide Jean Henry Manu Nicolae Mărăscu Teodor Marian Sorin Mihăilescu Paul Nedelcovici Iosif Nemes Eugen Sfetescu Mircea Sfetescu Soare Sterian Mircea Stroescu Atanasie Tănăsescu Mihai Vardală Paul Vidrașcu Dumitru Volvoreanu ROU Romênia |

## Estatísticas

### Jogadores com mais medalhas
Jogadores que ganharam três ou mais medalhas estão listados abaixo.
| Jogador(a)          | País              | Olimpíadas | Total | Ouro | Prata | Bronze | Gênero    |
| ------------------- | ----------------- | ---------- | ----- | ---- | ----- | ------ | --------- |
| Jerry Tuwai         | FIJ Fiji          | 2016–2024  | 3     | 2    | 1     | 0      | Masculino |
| Portia Woodman      | NZL Nova Zelândia | 2016–2024  | 3     | 2    | 1     | 0      | Feminino  |
| Sarah Hirini        | NZL Nova Zelândia | 2016–2024  | 3     | 2    | 1     | 0      | Feminino  |
| Theresa Fitzpatrick | NZL Nova Zelândia | 2016–2024  | 3     | 2    | 1     | 0      | Feminino  |
| Tyla King           | NZL Nova Zelândia | 2016–2024  | 3     | 2    | 1     | 0      | Feminino  |

### Medalhas por ano
| # | Número de medalhas conquistadas pelo CON nestes Jogos | – | CON não ganhou nenhuma medalha nestes Jogos |  | CON não participou nestes Jogos |

| CON                | 1896 | 00 | 08 | 20 | 24 | 1928–2012 | 16 | 20 | 24 | Total |
| ------------------ | ---- | -- | -- | -- | -- | --------- | -- | -- | -- | ----- |
| RSA África do Sul  | -1 ! | –  | –  | –  | –  | -1 !      | 1  | –  | 1  | 2     |
| GER Alemanha       | -1 ! | 1  | –  | –  | –  | -1 !      | –  | –  | –  | 1     |
| ARG Argentina      | -1 ! | –  | –  | –  | –  | -1 !      | –  | 1  | –  | 1     |
| ANZ Australásia    | -1 ! | –  | 1  | –  | –  | -1 !      | –  | –  | –  | 1     |
| AUS Austrália      | -1 ! | –  | –  | –  | –  | -1 !      | 1  | –  | –  | 1     |
| CAN Canadá         | -1 ! | –  | –  | –  | –  | -1 !      | 1  | –  | 1  | 2     |
| USA Estados Unidos | -1 ! | –  | –  | 1  | 1  | -1 !      | –  | –  | 1  | 3     |
| FIJ Fiji           | -1 ! | –  | –  | –  | –  | -1 !      | 1  | 2  | 1  | 4     |
| FRA França         | -1 ! | 1  | –  | 1  | 1  | -1 !      | –  | 1  | 1  | 5     |
| GBR Grã-Bretanha   | -1 ! | 1  | 1  | –  | –  | -1 !      | 1  | –  | –  | 3     |
| NZL Nova Zelândia  | -1 ! | –  | –  | –  | –  | -1 !      | 1  | 2  | 1  | 4     |
| ROU Romênia        | -1 ! | –  | –  | –  | 1  | -1 !      | –  | –  | –  | 1     |
| Ano                | 1896 | 00 | 08 | 20 | 24 | 1928–2012 | 16 | 20 | 24 | –     |